# Rhynchopelates oxyrhynchus
Cá căng mõm nhọn (Danh pháp khoa học: Rhynchopelates oxyrhynchus, trước đây là Therapon oxyrhynchus) là một loài cá căng trong họ Terapontidae, trước đây chúng được xếp trong chi Terapon nhưng hai ông Temminck và Hermann Schlegel đã mô tả chúng vào năm 1842, đổi chúng lại trong chi Rhynchopelates là một chi đơn loài trong họ, chỉ duy nhất có loài này.

## Đặc điểm
Cá căng mõm nhọn có cái mõm nhọn theo chiều hơi tù, chiều dài mõm bằng hoặc chỉ hơi lớn hơn đường kính mắt, gai cứng sau cùng của vây lưng dài hơn hẳn gai đứng trước nó (thường bằng 1,5 lần), phần gai vây lưng thì có một vết đen lớn. Trên xương lá mía và xương khẩu cái thì có răng, các vân đen dọc thân võng xuống phần bụng và chạy thẳng giữa bắp đuôi đến hõm vây đuôi.